# 김효남 (탁구 선수)
김효남(金孝男, 1986년 1월 10일 ~ )은 미래에셋대우 토네이도 소속의 대한민국 여자 탁구 선수이다.